# 13 Cassiopeiae
13 Cassiopeiae är en blåvit stjärna i huvudserien och misstänkt variabel (VAR) i stjärnbilden Cassiopeja. 
Stjärnan har visuell magnitud +6,10 och skiftar i ljusstyrka med 0,007 magnituder och en period av 1,07855 dygn.